# 더 매컬먼스
더 매컬먼스(The McCalmans)는 1964년에 조직되어, 2010년에 리더 이언 매컬먼(Ian McCalman, 1946년~)의 은퇴로 해산된 스코틀랜드의 3인조 포크 음악 그룹이다. 에든버러 예술대학교(ECA) 학생이던 이언 매컬먼이 18세 되던 해인 1964년에 데렉 모팻(Derek Moffat), 해미시 베인(Hamish Bayne)과 함께 조직하였다. 멤버의 변화는 다음과 같다.
1964년~1982년: 이언 매컬먼, 데렉 모팻, 해미시 베인
1982년~2001년: 이언 매컬먼, 데렉 모팻, 닉 키어(Nick Keir, 1953년~)
2001년~2010년: 이언 매컬먼, 닉 키어, 스티븐 퀴그(Stephen Quigg, 1960년~)
음악적 경향은 더 코리스처럼 스코틀랜드 고전 포크송과, 민족 감정을 자극하는 현대 포크송을 주로 불렀다. 더 코리스가 스코틀랜드 내에서 주로 공연 활동을 한 반면, 더 매컬먼스는 독일, 덴마크, 네덜란드, 미국, 캐나다, 호주, 뉴질랜드 등을 두루 돌아다니며 공연 활동을 함으로써 스코틀랜드 고전 포크송을 세계에 알리는 데에 널리 기여하였다. 이언 매컬먼이 46년 동안 더 매컬먼스의 리더로서 그룹을 이끌었으며, 2010년 12월 10일 에든버러에서의 공연을 마지막으로 은퇴했다. 현재 닉 키어와 스티븐 퀴그는 2인조 그룹을 조직하여 활동 중이며, 이름은 단순히 '닉 키어 & 스티븐 퀴그'이다.

## 디스코그래피
All In One Mind (1968) 

McCalmans' Folk (1968) 

Singers Three (1969) 

Turn Again (1970) 

No Strings Attached (1971) 

An Audience With The McCalmans (1973) 

Smuggler (1975) 

Full House (1976) 

Side By Side By Side (1977) 

Burn The Witch (1978) 

The Best of (1979) 

The Ettrick Shepherd (1980) 

McCalmans Live (1980) 

At Your Service (1980) 

Bonnie Bands Again (1982) 

Ancestral Maneuvers (1984) 

Macs Records (1986) 

Peace and Plenty (1986) 

Listen To The Heat (1988) 

Flames on The Water (1990) 

Songs From Scotland (1991) 

Honest Poverty (1993) 

In Harmony (1994) 

Festival Lights (1995) 

High Ground (1997) 

Keepers (1999)

Where The Sky Meets The Sea (2002) 

Tangled Web (2004) 

Scots Abroad (2006) 

Coming Home (2009) 

The Greentrax Years (2010) 